# 葡萄糖-1-磷酸
葡萄糖-1-磷酸（英語：或 cori ester）是葡萄糖上1'-碳原子磷酸化的产物，它可以存在α- 和β-两种异头物。